# Израильско-эфиопские отношения
Израильско-эфиопские отношения — двусторонние дипломатические отношения между Эфиопией и Израилем. Оба государства установили дип. отношения в 1992 году. У Эфиопии есть посольство в Тель-Авиве; посол также аккредитован в Ватикане, Греции и на Кипре. У Израиля есть посольство в Аддис Абебе; посол также аккредитован в Руанду и Бурунди. Израиль — один из самых надежных поставщиков военной помощи в Эфиопию, а также поддерживал эфиопское правительство во время Эритрейской войны за независимость.
В 2012 году рождённая в Эфиопии израильтянка Белайнеш Зевадия была назначена на пост посла Израиля в Эфиопии.

## История

### Королевская эра

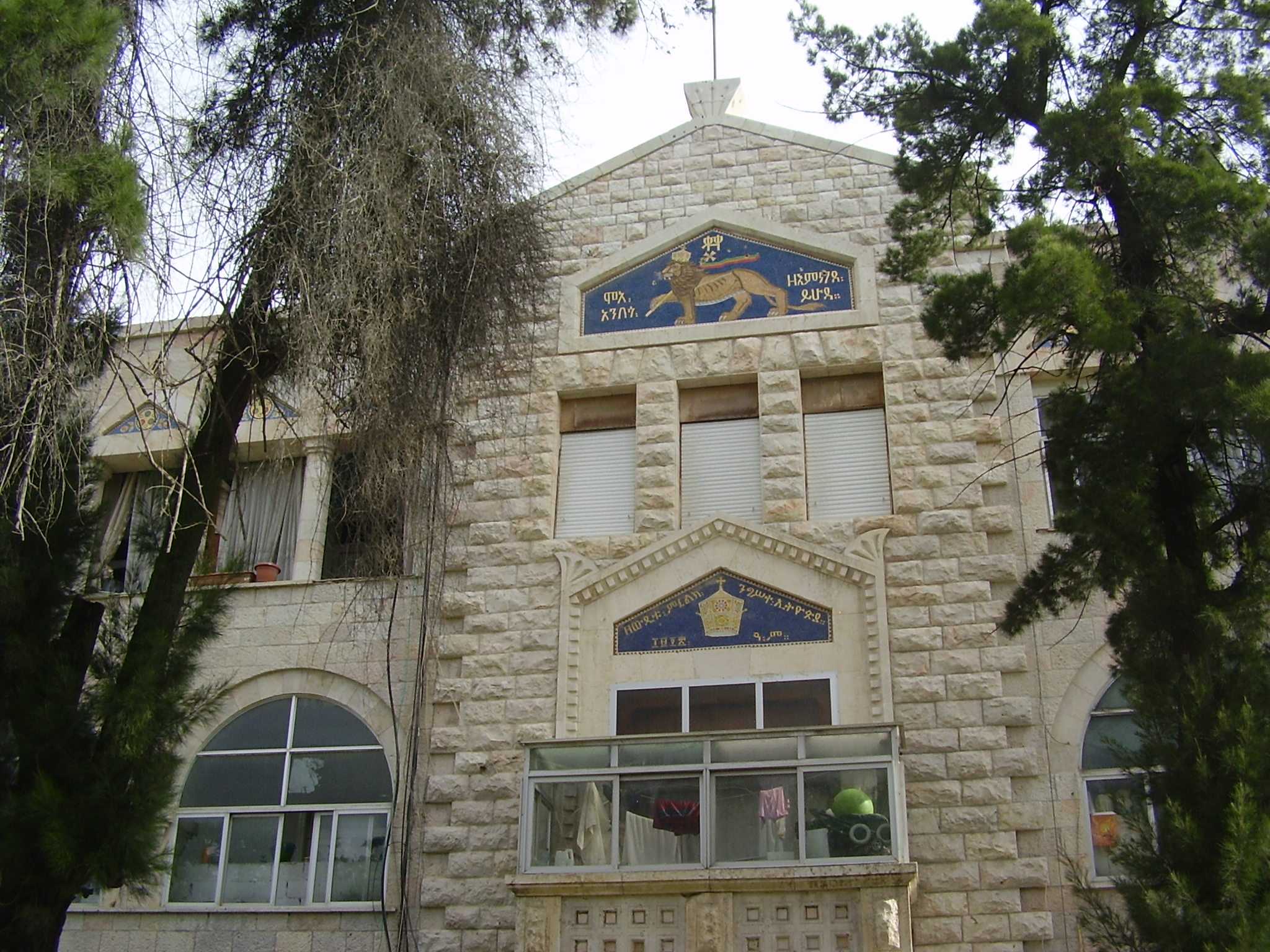
Консульство Эфиопии в Иерусалиме

Во время имперской эры израильские инструкторы тренировали парашютно-десантные войска и противоповстанческие батальоны, относящиеся к Пятому Дивизиону (также известен как Небельбаль, «Пламя»). В декабре 1960 года часть эфиопских военных предприняла попытку государственного переворота пока император Хайле Селассие был с государственным визитом в Бразилии. Израиль вмешался и, таким образом, император смог связаться непосредственно с генералом Аббийе. Генерал Аббийе и его войска остались лояльными императору и восстание было подавлено.

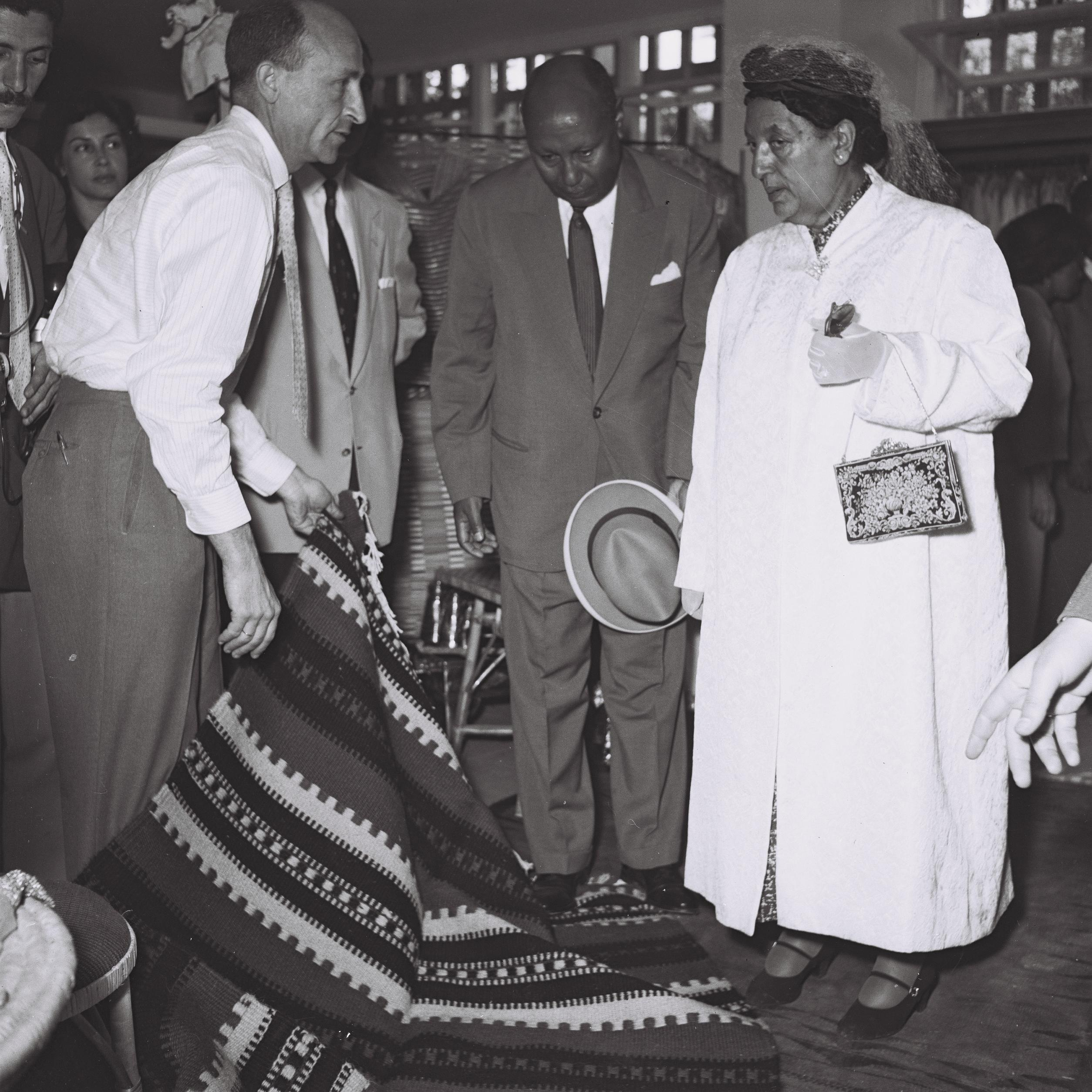
Императрица Менен Асфау посещает Израиль, 1959 год

В начале 1960-х Израиль начал помогать эфиопскому правительству в кампании против Фронта освобождения Эритреи (ELF). Эфиопское правительство изображало эритрейских повстанцев как арабскую угрозу африканскому региону, аргумент который убедил израильтян принять сторону эфиопов в этом конфликте. Израиль тренировал противомятежные силы и у генерал-губернатора Эритреи Асрате Медин Касса был советник израильский военный атташе. Израильский полковник стал ответственным за военную тренировочную школу в Decamare и за тренировку эфиопских морских коммандо. К 1966 году в Эфиопии работали порядка 100 израильских военных инструкторов. Эфиопо-израильское сотрудничество имело последствия на эритрейское повстанческое движение, которое начало по возрастающей использовать анти-сионистскую риторику. Это также позволило эритрейцам получить поддержку в арабском и исламском мире.
Израильское восприятие войны в Эритрее, как часть арабо-израильского конфликта было усилено, когда сообщения о связи Фронта освобождения Эритреи и ООП появились после Шестидневной войны.
Параллельно с войной в Эритрее Израиль был обвинен в оказании помощи эфиопскому правительству и подавлении сопротивления Ормо.

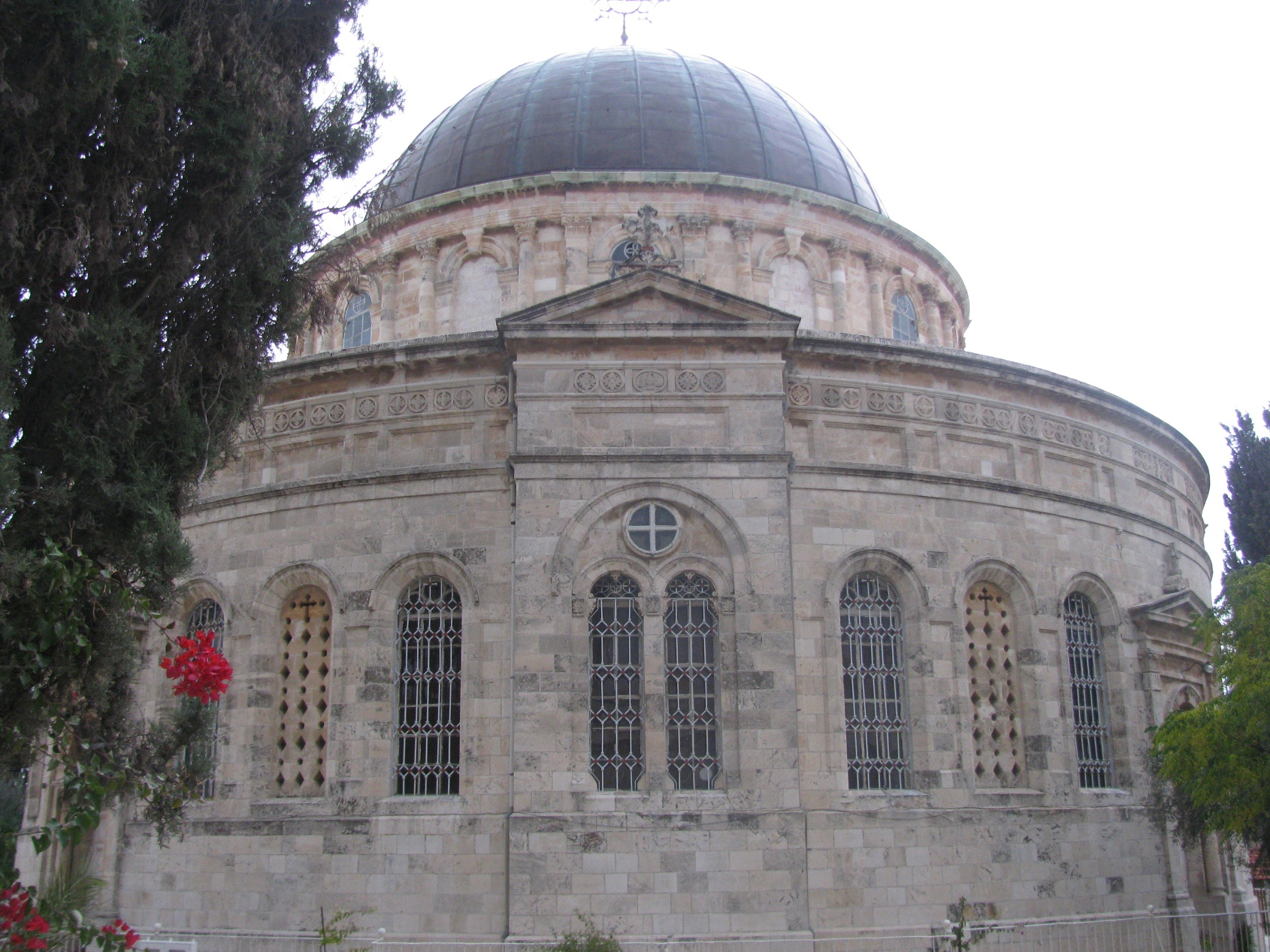
Эфиопская церковь в Иерусалиме

В 1969 году израильское правительство предложило создать анти-пан-арабский альянс, состоящий из США, Израиля, Эфиопии, Ирана и Турции. Эфиопия отвергла предложение. В 1971 году израильский глава генштаба Бар-Лев посетил Эфиопию и предложил расширить израильско-эфиопское сотрудничество. Эфиопы отвергли израильские предложения, но тем не менее, Эфиопию затем обвиняли во всем мире в том, что она согласилась на развертывание израильских военных баз на эфиопских островах в Красном море. Эфиопия последовательно отвергала все подобные обвинения.
Израиль предложил Эфиопии военную помощь в событии с захватом островов Йеменом, но Эфиопия отвергла предложение, опасаясь нежелательной реакции с политической точки зрения. Тем не менее, на саммите Организации африканского единства в Аддис-Абебе делегация из Ливии атаковала хозяев саммита, обвинив их в том, что они позволили Израилю строить свои военные базы на своей территории. На саммите алжирский президент Хуари Бумедьен призвал Эфиопию порвать дип. отношения с Израилем. В ответ, Бумедьен предложил использовать свой политический вес и заморозить арабское влияние на Фронт освобождения Эритреи.

### Современные отношения
Глава правительства Эфиопии Хайлемариам Десалень посетил в июне 2017 года Израиль с 4-дневным визитом. Он встретился со своим коллегой Биньямином Нетаньягу, членами Кнессета, представителями эфиопской общины, проживающими в Израиле, и местными бизнесменами. В рамках визита были подписаны несколько соглашений, в том числе договор о сотрудничестве в сельскохозяйственной сфере.
28 ноября 2017 года Нетаньяху посетил Кению для участия в церемонии инаугурации переизбранного президента Ухуру Кениаты. В рамках визита в Кению Нетаньяху встретился с премьер-министром Эфиопии и обсудил развитие двусторонних отношений.
В середине июня 2018 года в отношениях двух стран разразился кризис, вызванный выселением монахов Эфиопской православной церкви из здания в Иерусалиме, в котором ранее располагалось Управление телерадиовещания. В течение многих лет израильское Управление радиовещания арендовало это здание, заключив с Эфиопской православной церковью соглашение о длительной аренде. Соломон Гибра, заместитель посла Эфиопии в Израиле, потребовал вмешаться израильский МИД, пригрозив, в противном случае, отзывом посла из еврейского государства. Кроме того, из-за этого случая правительство Эфиопии заморозило процесс переноса посольства в Иерусалим.

## Торговые отношения
Торговые отношения между Эфиопией и Израилем растут из года в год. В начале 1980-х компания «Dafron», израильский производитель ноутбуков, выиграла правительственный контракт на поставку 2 млн ноутбуков в Эфиопию. Израиль импортирует эфиопский кунжут, кофе, зерновые, кожи и шкуры, масличные культуры и природную камедь.

## Эфиопские евреи
В обмен на помощь, Эфиопия разрешила эмиграцию Бета Исраэль. Отъезд в весенний период достиг 500 человек в месяц, пока правительство Эфиопии не приняло новые эмиграционные правила, которые сократили эти цифры более, чем на две трети. На следующий год Иерусалим и Аддис-Абеба договорились о том, что Израиль предоставляет Эфиопии сельскохозяйственную, экономическую помощь, а также в помогает в сфере здравоохранения. Таким образом, в мае 1991 года когда правление Менгисту приближалось к концу, Израиль выплатил 35 млн долл. США наличными в обмен на разрешение 15 000 членам общины Бета Исраэль эмигрировать из Эфиопии в Израиль.

## Послы Израиля в Эфиопии
- Рафаэль Морав (с 23 ноября 2017 года)
- Белайнеш Зевадия (28 февраля 2012[14][15] — 23 ноября 2017 года)